# باتری کلسیم نقره
باتری‌های آلیاژ کلسیم نقره باتری‌های با الکترولیت مخلوط آب اسیدی هستند که به جای خانه‌های سرب-آنتیموان از آلیاژ کلسیم-نقره استفاده می‌کنند. این باتری‌ها در دماهای بالا و دربرابر خوردگی مقاوم هستند و به همین دلیل دارای طول عمر بالاتری می‌باشند.

## نقاط ضعف
باتری‌های کلسیم نقره به ولتاژ بیشتری برای شارژ شدن دوباره نیاز دارند (۱۴٫۴ تا ۱۴٫۸ ولت) و گاهی ممکن است دینام ماشین‌های قدیمی توان تولید آن را نداشته باشند. همچنین در صورتی که باتری کاملاً خالی شود شارژ دوبارهٔ آنها زمان می‌برد.